# Maść Lenartowicza
Maść Lenartowicza, syn. maść siarkowo-salicylowo-mydlana – preparat galenowy sporządzany na zamówienie w aptekach w zakresie receptury aptecznej, według przepisu oficynalnego. Opracowany w 1921 roku przez prof. Jana Lenartowicza. Wykazuje skojarzone działanie redukujące i antyseptyczne siarki i kwasu salicylowego z rozpulchniającym naskórek działaniem mydła potasowego. Znajduje zastosowanie głównie w leczeniu łuszczycy, grzybic skóry, w tym głowy oraz niekiedy w ŁZS (SD) jako opcjonalny komponent farmakoterapii (leczenie z wyboru).
Skład:
Acidum salicylicum       5 cz.   (kwas salicylowy)
Sulfur sublimatum (syn. Flores Sulfuris)  10 cz.   (siarka sublimowana)
Sapo viridis     20 cz.   (mydło potasowe)
Vaselinum flavum   65 cz. (do 100 cz.)   (wazelina żółta)
Maść Lenartowicza jest mało stabilna fizykochemicznie. Należy ją przechowywać w miejscu chłodnym (5–15 °C).
Dopuszcza się zamiennie użycie „mleka siarczanego”, czyli siarki strąconej (Sulfur ad usum externum FP XII, syn. Sulfur praecipitatum, Lac Sulfuris) zamiast „kwiatu siarczanego”, czyli siarki sublimowanej.
Preparat był produkowany przemysłowo w laboratorium galenowym PZF Cefarm Lublin pod nazwą handlową Maść Lenartowicza siar.-salic.-mydl..